# Biesik Kuduchow
Biesik Sierodinowicz Kuduchow (ros. Бесик Серодинович Кудухов; ur. 15 sierpnia 1986 w Cchilon, Osetia Południowa, zm. 29 grudnia 2013 pod Armawirem) – rosyjski zapaśnik narodowości osetyjskiej. Startował w kategoriach do 55 kg i do 60 kg w stylu wolnym. Srebrny i brązowy medalista olimpijski, czterokrotny mistrz świata.
Zdobył brązowy medal igrzysk olimpijskich w Pekinie w kategorii do 55 kg. Cztery lata później, podczas igrzysk w Londynie udało mu się zdobyć kolejny olimpijski krążek, tym razem koloru srebrnego w kategorii 60 kg. Pięciokrotnie zdobywał medale mistrzostw świata – czterokrotnie (2007, 2009, 2010, 2011) stawał na najwyższym stopniu podium. W 2007 roku w Sofii został również mistrzem Europy.
Drugi w Pucharze Świata w 2010; trzeci w 2009; czwarty w 2006; piąty w 2011 i pierwszy w drużynie w 2008. Mistrz Rosji w 2006, 2009, 2010, 2011 i 2012, trzeci w 2013 roku.
Honorowy obywatel Biesłanu.
Zginął w wypadku samochodowym w okolicach Armawiru.

## Odznaczenia
- Medal Orderu „Za zasługi dla Ojczyzny” I stopnia – 2012[2]
- Medal Orderu „Za zasługi dla Ojczyzny” II stopnia – 2009[3]
- Odznaka tytułu honorowego „Zasłużony Mistrz Sportu Rosji”